# EIZO
EIZO Corporation (jap. EIZO株式会社 EIZO Kabushiki-gaisha) – japońska korporacja założona w marcu 1968 roku, zajmująca się produkcją profesjonalnych monitorów komputerowych. Obecną nazwę przyjęła w roku 2013. Według danych z 31 marca 2018 roku zatrudnia 2325 osób.

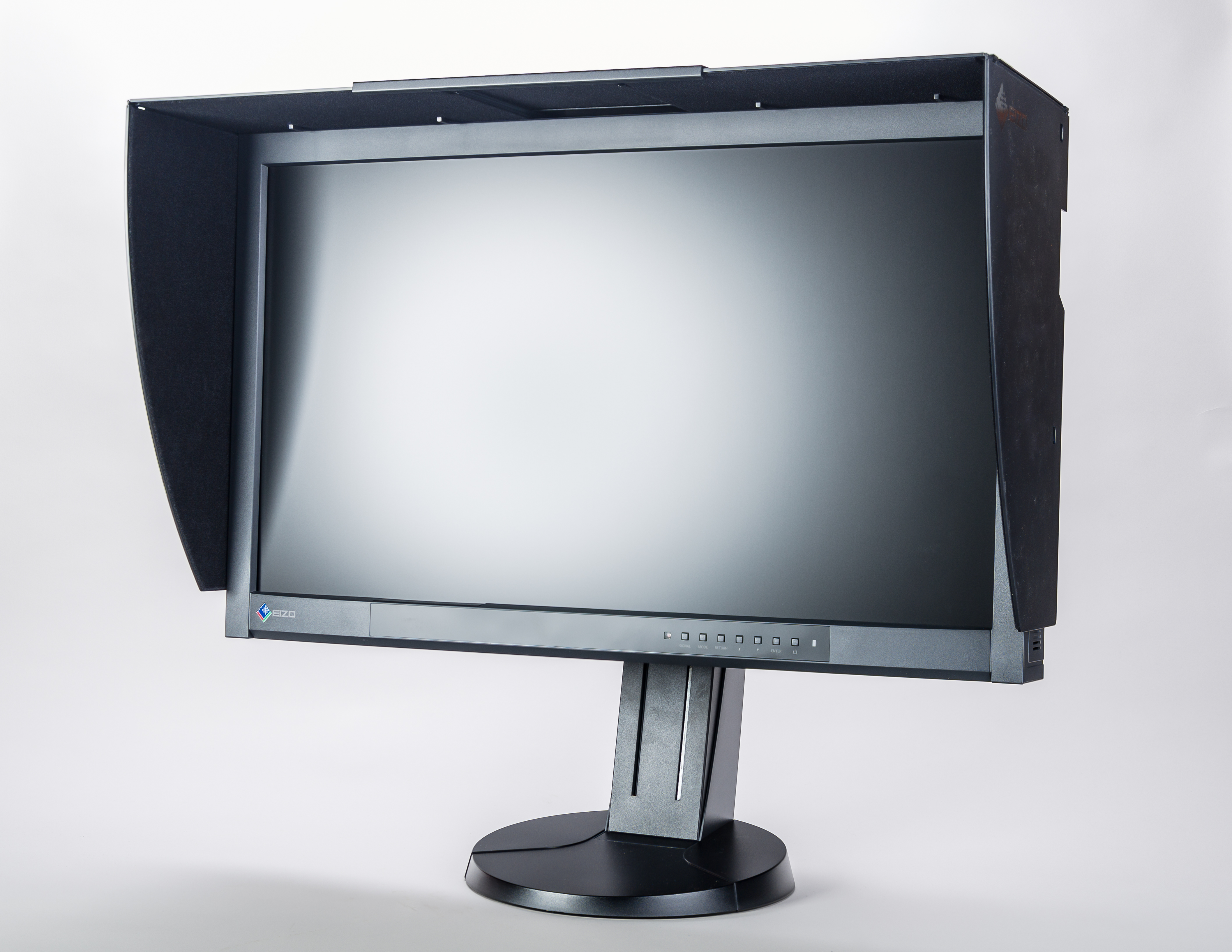
Monitor Eizo CG277-BK

Korporacja nabyła firmę Irem Software Engineering, japońskiego producenta i wydawcę gier wideo.

## Historia
Firma została założona pod nazwą Hakui Electronic Corporation w 1968 roku. Początkowo zajmowała się produkcją telewizorów. W marcu 1978 zmieniono nazwę na Nanao Corporation. W roku 1976 korporacja rozpoczęła produkcję monitorów przemysłowych, a w 1981 – monitorów do komputerów osobistych.
W Europie marka ta pojawiła się w 1985, po założeniu firmy Hitec Associates Ltd. W tym samym roku otwarto również przedstawicielstwo w Stanach Zjednoczonych.
W styczniu 1990 Hitec Associated Ltd. zmieniła nazwę na EIZO Corporation. Dziewięć lat później zdecydowano o połączeniu firm Nanao Corporation oraz EIZO Corporation w jedną spółkę.
W Polsce od 2002 roku autoryzowanym dystrybutorem produktów firmy EIZO jest firma Alstor.
- 1968 marzec: założenie firmy, początkowo jako Hakui Electronic Corporation w Hakui (Japonia).
- 1973 marzec: zmiana nazwy na Nanao Corporation.
- 1979 maj: przejęcie udziałów w Nanao Electric Corporation (Nanao, Japonia).
- 1981 kwiecień: rozpoczęcie budowy fabryki w Matto (Japonia).
- 1984 styczeń: przejęcie udziałów w Wako Electronics Corporation (Hakui, Japonia).
- 1984 wrzesień: powstaje Hitem Associates Ltd. – europejska filia koncernu (w styczniu 1990 roku zmieniono jej nazwę na Eizo Corporation).
- 1985 maj: rozpoczyna się sprzedaż monitorów marki Eizo w Europie.
- 1985 wrzesień: w Kalifornii (USA) powstaje Nanao USA Corporation (później Eizo Nanao Technologies Inc.). Rozpoczyna się sprzedaż monitorów marki Nanao w Ameryce Północnej.
- 1989 maj: kończy się budowa siedziby na terenach należących do koncernu w Matto (Japonia), w której mieścić się ma zarząd i wydział zajmujący się pracami badawczymi.
- 1991 marzec: budowa fabryki na terenach należących do koncernu w Matto (Japonia).
- 1992 wrzesień: powstaje Eizo Sweden AB w Szwecji (obecnie Eizo Nornic AB), rozpoczyna się sprzedaż monitorów do gier wideo.
- 1993 październik: powstaje biuro handlowe w Tokio (Japonia).
- 1993 grudzień: uzyskanie certyfikatu ISO 9002.
- 1994 styczeń: powstaje biuro handlowe w Osace (Japonia).
- 1994 wrzesień: powstaje biuro handlowe w Fukuoka (Japonia).
- 1996 wrzesień: powstaje biuro handlowe w Nagoi (Japonia).
- 1997 kwiecień: w Matto (Japonia) powstaje Irem Software Engeneering.
- 1997 wrzesień: uzyskanie certyfikatu ISO 9001.
- 1998 luty: w Matto powstaje Eizo Support Network Corporation, oferując usługi serwisowe w swoich 7 biurach znajdujących się w Japonii.
- 1998 wrzesień: uzyskanie certyfikatu ISO 14001.
- 1998 październik: przejęcie udziałów Nanao Agency Corporation (Matto, Japonia).
- 1999 kwiecień: połączenie Nanao Corporation i Eizo Corporation – nowa nazwa to Eizo Nanao Corporation.
- 2002 marzec: notowanie akcji Eizo Nanao Corporation na drugim parkiecie giełdy papierów wartościowych w Tokio.
- 2003 marzec: notowanie akcji Eizo Nanao Corporation na pierwszym parkiecie giełdy papierów wartościowych w Tokio.
- 2004 kwiecień: Nanao Electric Corporation oraz Wako Electronics Corporation tworzą wspólnie firmę Eizo Nanao MS Corporation.
- 2005 luty: powstaje Eizo Techno Career Corporation (zwane od tej pory Eizo Engineering Corporaion) (Hakusan, Ishikawa, Japonia).
- 2005 kwiecień: uzyskanie certyfikatu ISO 13485 – Medical Device Quality Management System Certification.
- 2005 lipiec: przejęcie przez Eizo Business Unit 100% akcji spółki EXCOM AG i przekształcenie jej w filię Eizo Nanao AG.
- 2007 luty: wykupienie udziałów amerykańskiego producenta kart graficznych, Tech Source, Inc. (Floryda, USA) i utworzenie filii Eizo.
- 2007 marzec: Zakończenie budowy centrum badawczo-rozwojowego w centrali firmy (Hakusan, Ishikawa, Japonia).
- 2007 czerwiec: utworzenie spółki EIZO GmbH (Karlsruhe, Niemcy).
- 2007 październik: zakup oddziału monitorów medycznych od Siemens A&D (Niemcy).
- 2008 listopad: podpisanie umowy o przejęciu niemieckiej spółki eg-electronic GmbH oraz jej produkcji monitorów przemysłowych, monitorów do kontroli ruchu lotniczego i paneli sterowania monitorów.
- 2009 luty: finalizacja umowy z eg-electronic GmbH i utworzenie nowego oddziału EIZO Technologies GmbH w Wolfratshausen w Niemczech.
- 2009 czerwiec: powiększenie rodziny telewizorów FORIS (dostępnej dotychczas tylko w Japonii) o monitory i wprowadzenie ich na rynek międzynarodowy.
- 2010 maj: w oczekiwaniu na zwiększony popyt na usługi i urządzenia medyczne w Chinach utworzona zostaje spółka zależna EIZO Display Technologies (Suzhou) Co. Ltd w Chinach, mająca produkować monitory medyczne na tamtejszy rynek.
- 2011 listopad: utworzone zostają dwie spółki zależne EIZO (Europe GmbH w Niemczech i EIZO Limited w Wielkiej Brytanii) w celu rozwoju sprzedaży i marketingu produktów EIZO na terenie Europy.
- 2013 kwiecień: zmiana nazwy z Eizo Nanao Corporation na EIZO Corporation.
- 2013: otwarcie nowego oddziału EIZO GmbH w niemieckim Plauen
- 2015 październik: przejęcie działu integracji systemów medycznych Imation Corporation w Japonii
- 2016 lipiec: otwarcie nowego zakładu produkcyjnego w Japonii
- 2018 marzec: zakup Carina System Co. Ltd.

## Produkty
Korporacja zajmuje się produkcją:
- monitorów LCD;
- monitorów graficznych;
- monitorów dla graczy;
- monitorów medycznych;
- monitorów dotykowych;

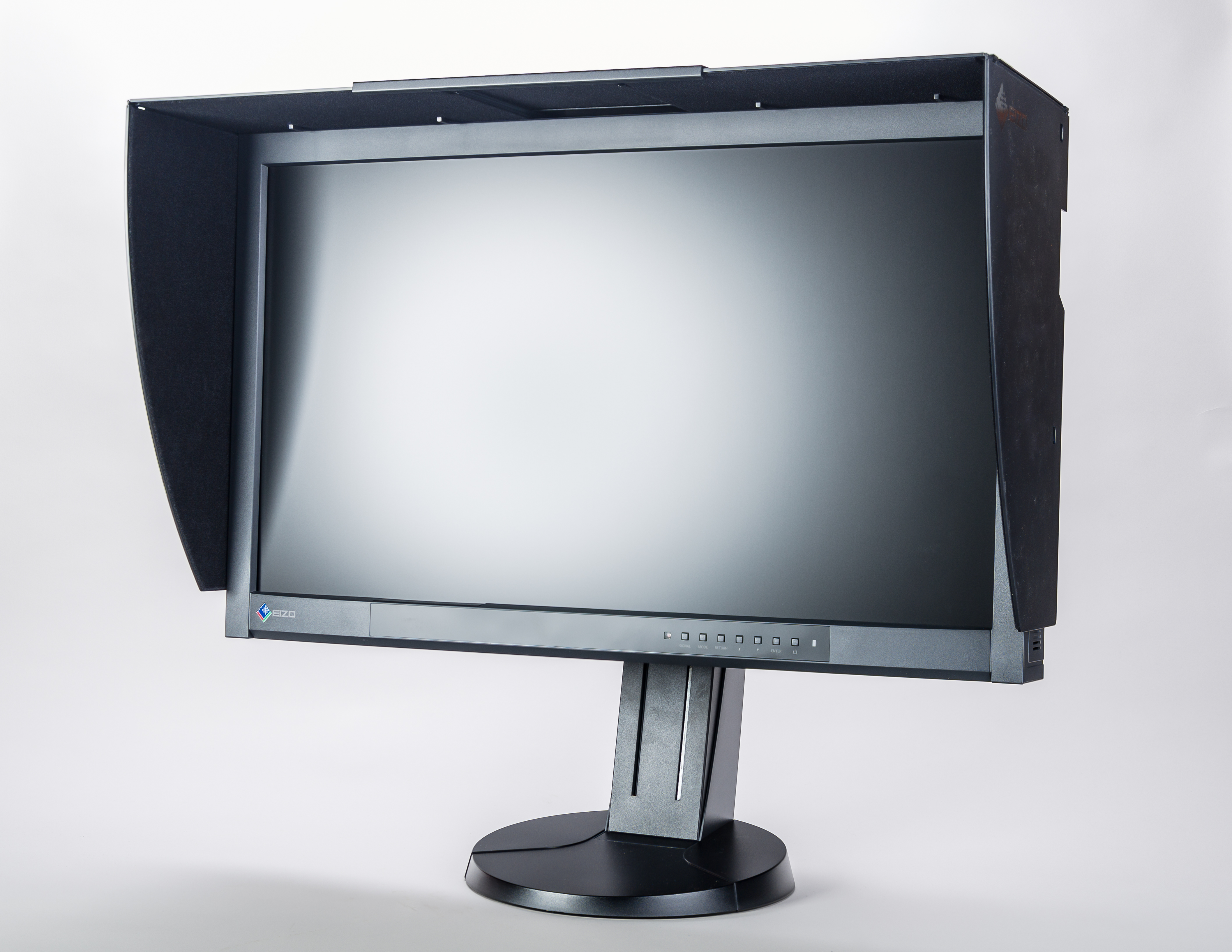
Monitor EIZO CG277-BK

- monitorów dla kontroli ruchu lotniczego;
- terminali Windows;
- rozwiązań na sale operacyjne;
- akcesoriów.

Ponadto EIZO rozwinęło linie produktów przeznaczonych do różnych zastosowań:
- FlexScan – monitory ogólnego zastosowania (do domu, biura, szkół)
- ColorEdge – monitory graficzne
- FORIS – monitory dla graczy i do domowej rozrywki
- RadiForce – monitory medyczne
- CuratOR – rozwiązania na sale operacyjne
- DuraVision – monitory przemysłowe
- Raptor | Re/Vue – monitory do kontroli ruchu lotniczego

## Autorskie funkcje monitorów EIZO
EIZO rozwinęło własne funkcje i technologie do monitorów, m.in.:
- Auto Ecoview – czujnik, który wykrywa zmiany oświetlenia zachodzące w ciągu dnia w pomieszczeniu i automatycznie dopasowuje jasność ekranu, zapobiegając zmęczeniu oczu i redukując zużycie energii.
- EcoView Sense – czujnik obecności, który wykrywa odejście użytkownika od biurka i automatycznie przełącza monitor w tryb oszczędzania energii, po czym ponownie go włącza po powrocie użytkownika. Czujnik EcoView Sense działa także w konfiguracjach wielomonitorowych.
- Digital Uniformity Equalizer (DUE) – funkcja gwarantująca równomierne podświetlenie i kolory na całej powierzchni ekranu. Dzięki niej odchylenia jasności i koloru na panelu nie przekraczają 5% w stosunku do centralnego punktu ekranu.
- Optical Bonding – technologia polegająca na wypełnieniu żywicą szczeliny znajdującej się między modułem LCD a panelem monitora, co powoduje sklejenie ze sobą obu warstw. Technologia Optical Bonding zapewnia poprawę jakości wyświetlanych na ekranie obrazów, mniejsze odbijanie się światła od ekranu i większą wytrzymałość fizyczną panelu.

## EIZO GmbH
W 2007 roku w Niemczech powstała spółka zależna pod nazwą EIZO GmbH, z siedzibą w Karlsruhe. Jej zakłady produkcyjne znajdują się w saksońskim mieście Plauen. EIZO GmbH zajmuje się projektowaniem i produkcją rozwiązań medycznych na sale operacyjne, w tym kolorowych i monochromatycznych monitorów oraz systemów i akcesoriów do zarządzania obrazem. Produkty przeznaczone są przede wszystkim do zastosowań w chirurgii, kardiologii i radiologii zabiegowej.

## EIZO Polska
Polskie przedstawicielstwo firmy znajduje się w Warszawie. Oferuje wsparcie serwisowe oraz dostęp do największej Galerii EIZO na terenie Europy, gdzie odbywają się warsztaty, seminaria i sesje zdjęciowe.